# Caulophacus discohexactinus
Caulophacus discohexactinus är en svampdjursart som beskrevs av Janussen, Tabachnick och Tendal 2004. Caulophacus discohexactinus ingår i släktet Caulophacus och familjen Rossellidae. Inga underarter finns listade i Catalogue of Life.